# Arina Tanemura
Arina Tanemura (種村 有菜, Tanemura Arina, Ichinomiya, 12 maart 1978) is een Japans shojo mangaka.

## Carrière
Tanemura maakte haar debuut met een one-shot manga getiteld The Style of the Second Love (2番目の恋のかたち, Niban-me no Koi no Katachi). Dit werk werd later heruitgegeven in haar anthologie Short-Tempered Melancholic. In 1997 kende ze enig succes met I.O.N. Van 1998 tot 2000 tekende ze de populaire reeks Kamikaze Kaitou Jeanne. Daarna volgden Time Stranger Kyoko in 2000-2001 en Full Moon wo Sagashite in 2002. In 2004 publiceerde ze The Gentlemen's Alliance Cross. De manga Fudanjuku Monogatari werd uitgegeven in het manga magazine Margaret van juli tot november 2011.
De reeksen Kamikaze Kaitou Jeanne en Full Moon wo Sagashite werden elk verwerkt tot een anime. Tanemura's oeuvre wordt voornamelijk uitgegeven in het magazine Ribon. Shueisha verzorgt haar tankōbon uitgaven. Voor de vijftiende verjaardag van haar debuut werd een CD uitgegeven met liedjes gebaseerd op de heldinnen uit haar werk. Net als andere mangaka publiceerde Tanemura een dojinshi waarvan de opbrengsten van de verkoop weggegeven werden aan liefdadigheidsorganisaties die werkten rond de Sendai zeebeving in 2011.
Sinds november 2011 is Tanemura een freelance tekenaar. Daarvoor werkte ze voor Shueisha. Desondanks dit statuut, gaf ze de reeks Sakura Hime Kaden nog steeds uit in Ribon tot diens einde in 2012. De manga Neko to Watashi no Kinyōbi liep in Margaret van 2013 tot 2015. Ze publiceerde ook 31 Ai Dream in het magazine Melody in 2013. Dit was haar eerste josei manga.
Op Fudanjuku Monogatari en Neko to Watashi no Kinyōbi na werd haar volledige oeuvre uitgegeven in het Engels door Viz Media.

## Oeuvre

### Mangareeksen
- I.O.N (イ·オ·ン) (1997)
- Phantom Thief Jeanne (神風怪盗ジャンヌ Kamikaze Kaitō Jannu) (1998)
- Short-Tempered Melancholic (かんしゃく玉のゆううつ Kanshakudama no Yūutsu) (1998)
- Time Stranger Kyoko (時空異邦人KYOKO Taimu Sutorenjā Kyōko) (2000)
- Full Moon wo Sagashite (満月をさがして Furu Mūn o Sagashite) (2002)
- The Gentlemen's Alliance Cross (紳士同盟† Shinshi Dōmei Kurosu) (2004)
- Mistress Fortune (絶対覚醒天使ミストレス·フォーチュン Zettai Kakusei Tenshi Misutoresu Fōchun) (2008)
- Sakura Hime: The Legend of Princess Sakura (桜姫華伝 Sakura Hime Kaden) (2008)
- Fudanjuku Monogatari (風男塾物語) (2011)
- Neko to Watashi no Kinyōbi (猫と私の金曜日) (2013)
- Idol Dreams (31☆アイドリーム 31 Ai Dream) (2013)
- Akuma ni Chic Hack (悪魔にChic×Hack) (2016)
- Idolish 7 (アイドリッシュセブン Aidorisshu Sebun) (2017)

### Kunstboeken
- Tanemura Arina Irasuto Shuu Kamikaze Kaitō Jannu (種村有菜イラスト集 神風怪盗ジャンヌ) (2000)
- The Arina Tanemura Collection: The Art of Full Moon (満月をさがしてイラスト集 種村有菜コレクション Furu Mūn o Sagashite Irasuto Shuu Tanemura Arina Korekushon) (2004)
- The Gentlemen's Alliance †: Arina Tanemura Illustrations (「紳士同盟クロス」種村有菜イラスト集 Shinshi Dōmei Kurosu Tanemura Arina Irasuto Shū) (2008)
- Paint Ribon Art of Sakura Hime Kaden (PAINTりぼん art of 種村有菜) (2009)